# 祖父岳 (飛騨高地)
祖父岳（そふだけ）は、富山県富山市にある山。標高は837m。白木峰から続く尾根の最北端の山。地上からも目立つ尖峰をしている。
富山県登山連盟の富山の百山の一つ。

## 概要
白木峰から続く飛騨高地の支尾根の最北端にあたる山である。周囲の山と比べても一目で分かるような尖峰である。瓶を逆さにしたような山容から「瓶山（しかめやま）」とも言われる。
山頂は比較的広く、展望もよく周囲の山々を見ることができる。

## 登山
八尾町谷折集落に駐車場付きの登山口が存在する。登山口から山頂までは約40分。